# IC 3548
IC 3548 ist eine Zwerggalaxie vom Hubble-Typ dE4 im Sternbild Jungfrau nördlich der Ekliptik. Sie ist schätzungsweise 2 Millionen Lichtjahre von der Milchstraße entfernt.
Das Objekt wurde am 10. Mai 1904 vom Astronomen Royal Harwood Frost entdeckt.